# Tramlijn Het Schouw - Alkmaar
De tramlijn Het Schouw - Alkmaar was een metersporige tramlijn die Het Schouw verbond met Purmerend en Alkmaar.

## Geschiedenis
Het gedeelte tussen het Schouw en Purmerend werd op 22 juni 1894 geopend door de Tweede Noord-Hollandsche Tramweg-Maatschappij. In het Schouw sloot de lijn aan op de reeds bestaande  tramlijn Amsterdam - Edam. Op 17 juli 1895 werd de lijn verlengd van Purmerend tot Alkmaar. Dit laatste gedeelte werd gesloten in 1931 waarna men overging tot elektrificatie van het gedeelte tot Purmerend. In 1949 werd de lijn gesloten en vervolgens opgebroken.

## Route
De splitsing Het Schouw met de tramlijn naar Volendam lag op de huidige kruising van de N247 met de Kanaaldijk. Vanuit Het Schouw liep de lijn parallel aan de Kanaaldijk en Jaagweg langs het Noordhollandsch Kanaal, de huidige N235 langs Ilpendam. De tramlijn ging onder de spoorlijn Zaandam – Hoorn door. Het tramstation van Purmerend op het Tramplein bestond uit een stationsgebouw met twee overkappingen en meerdere sporen. Het spoor liep verder langs de Kanaalkade. Aan het einde hiervan ging het spoor over een (verdwenen) ophaalbrug naar de Beemster.
In de Beemster liep het tramspoor langs de Purmerenderweg, linksaf de Volgerweg op, voor het fort rechtsaf de Nekkerweg in en vervolgens linksaf de Rijperweg in naar Middenbeemster. Na Middenbeemster liep het tramspoor rechtdoor tot de buurtschap Klaterbuurt, waar het tramstation van De Rijp lag. Daar ging het spoor naar rechts de Westdijk op tot de Schermerhornerweg (nu N243). Het tramspoor op een vrije baan door de weilanden ten zuiden van het dorp Schermerhorn richting de Noordervaart. Later is op het tracé de N243 aangelegd. Bij Stompetoren liep het tramspoor aan de zuidzijde van de Noordervaart. Aan de noordzijde van deze vaart ligt nu de N243. Aan het eind van de Noordervaart ging het tramspoor via een (verdwenen) brug het Kanaal Alkmaar-Kolhorn over. Via de nog bestaande Oude Trambaan boog het spoor naar rechts en vervolgens links de Tienenwal in. Het eindstation stond op het Alkmaarse Schermereiland, nabij de in 1918 afgebroken molen De Wachter. Tussen station en molen stond de remise.

## Galerij

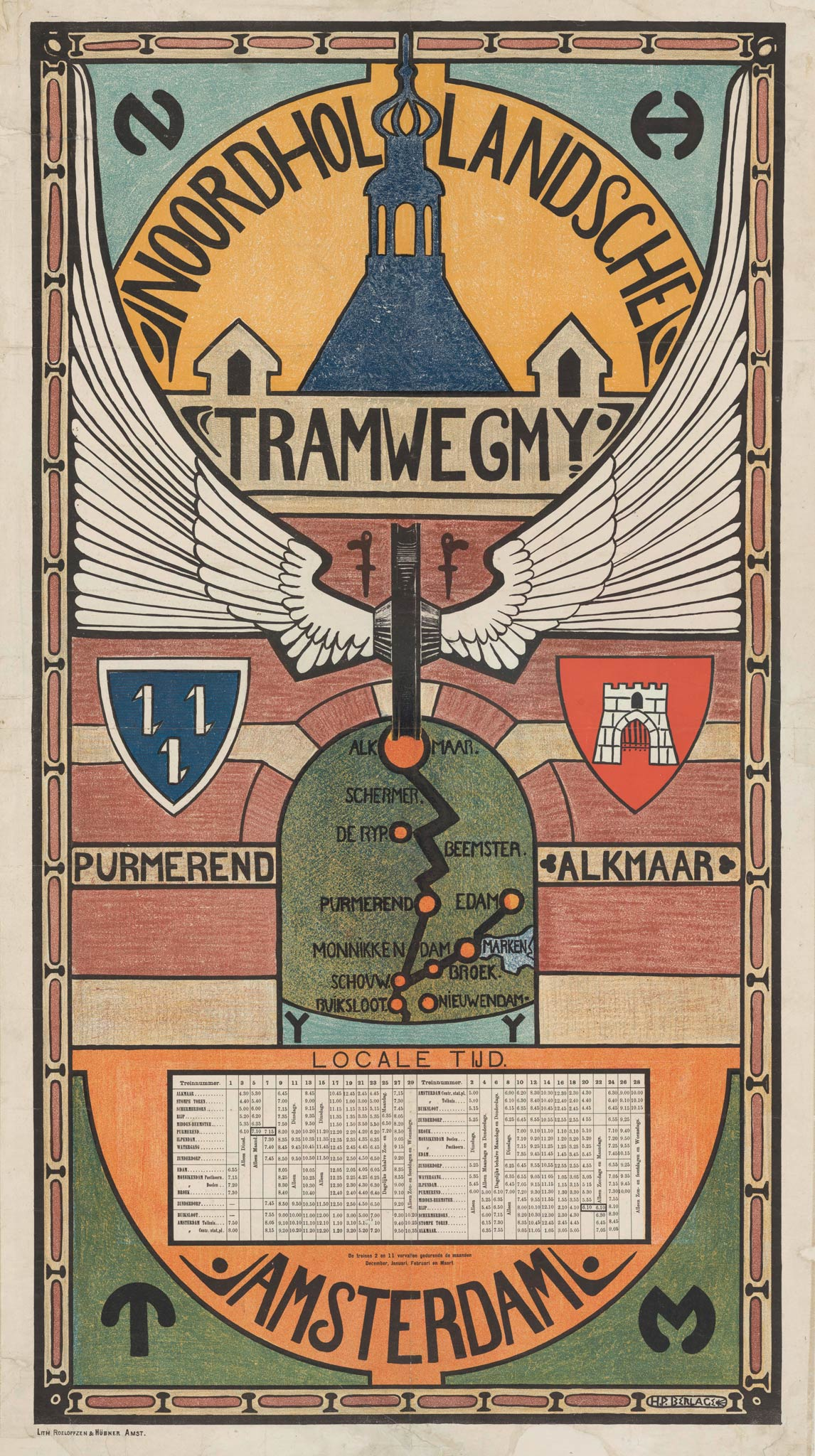
Dienstregeling
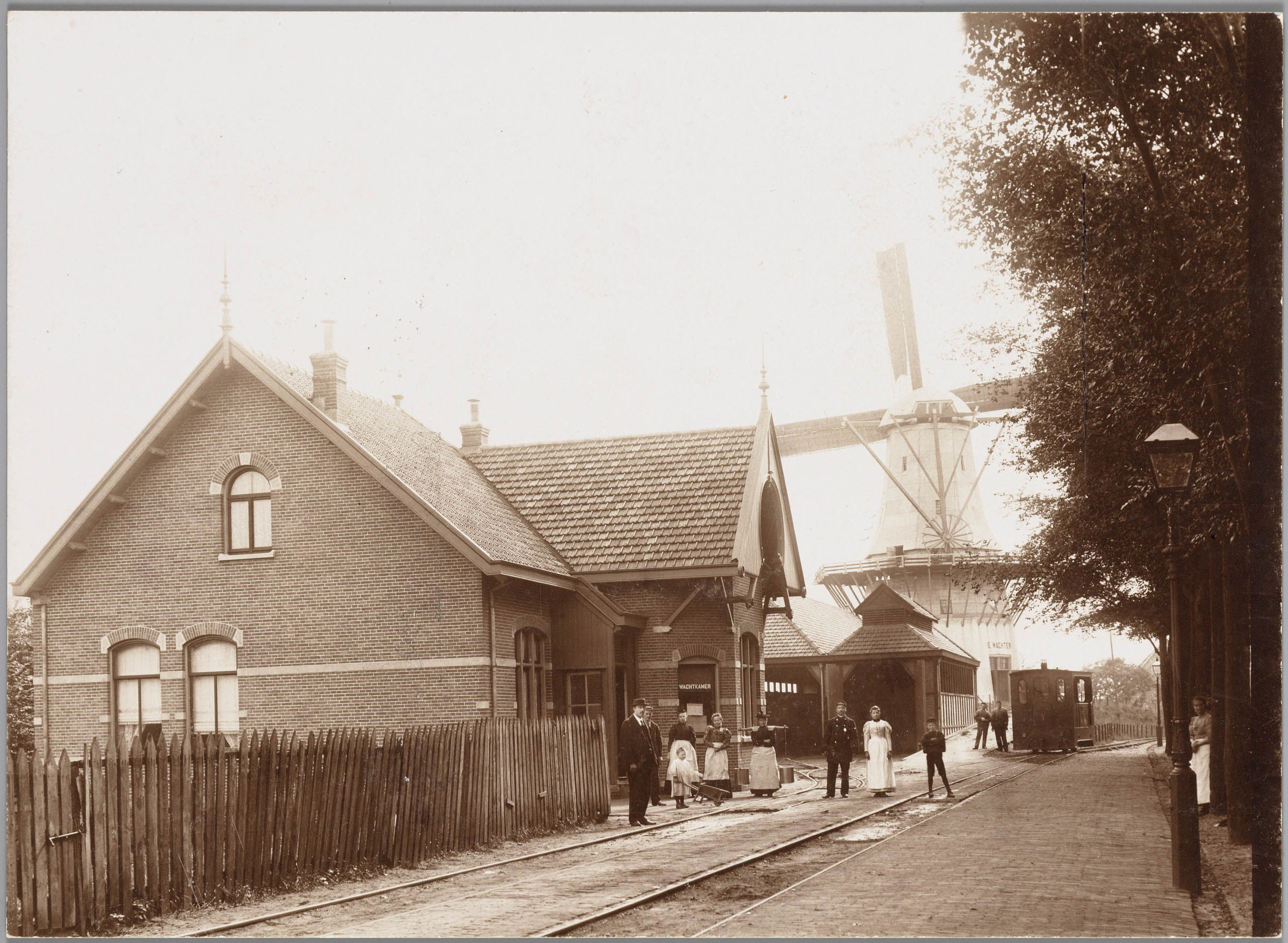
Station Alkmaar met molen de Wachter in 1897
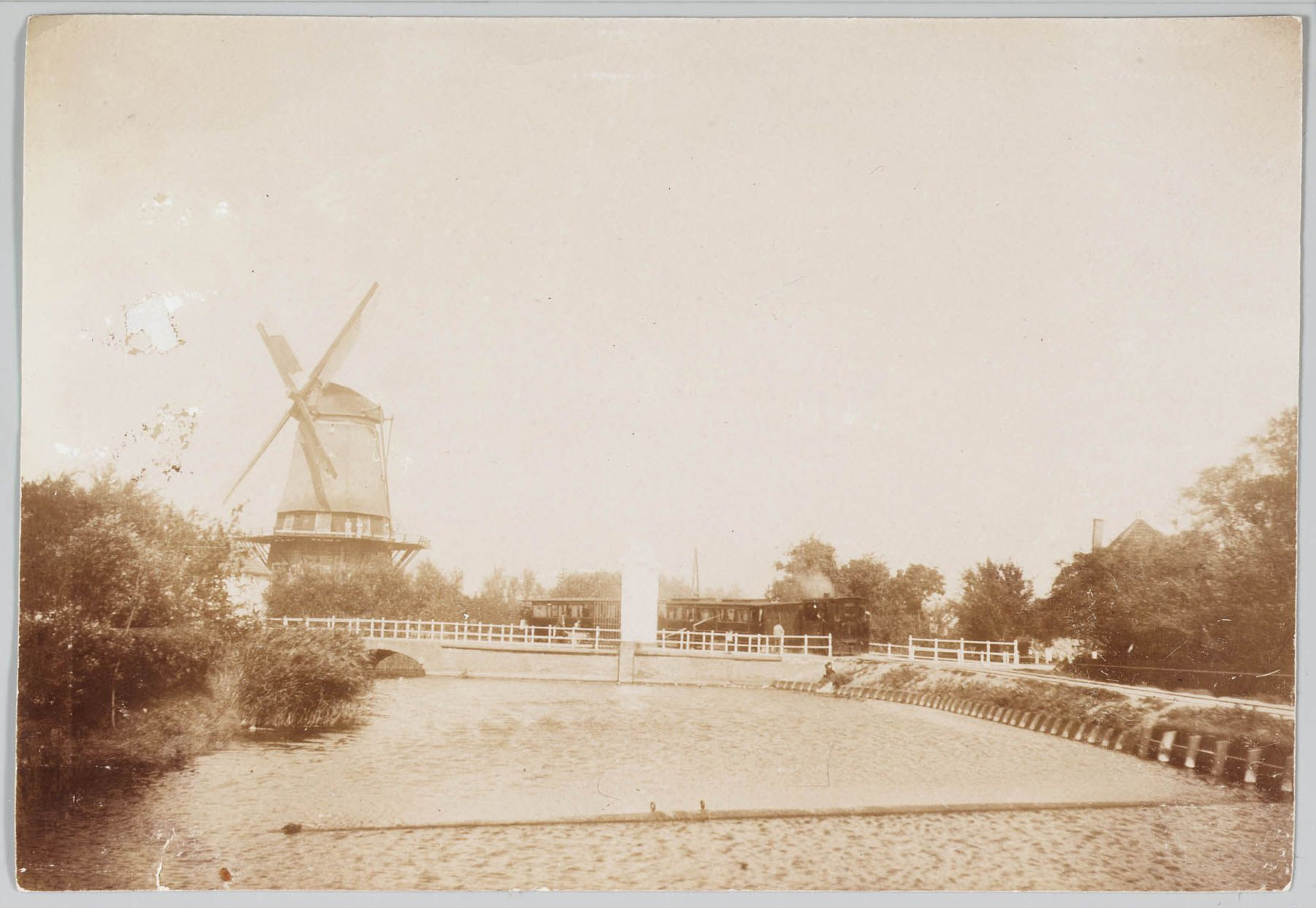
Molen de Kraton in Alkmaar met de tram naar Purmerend omstreeks 1890
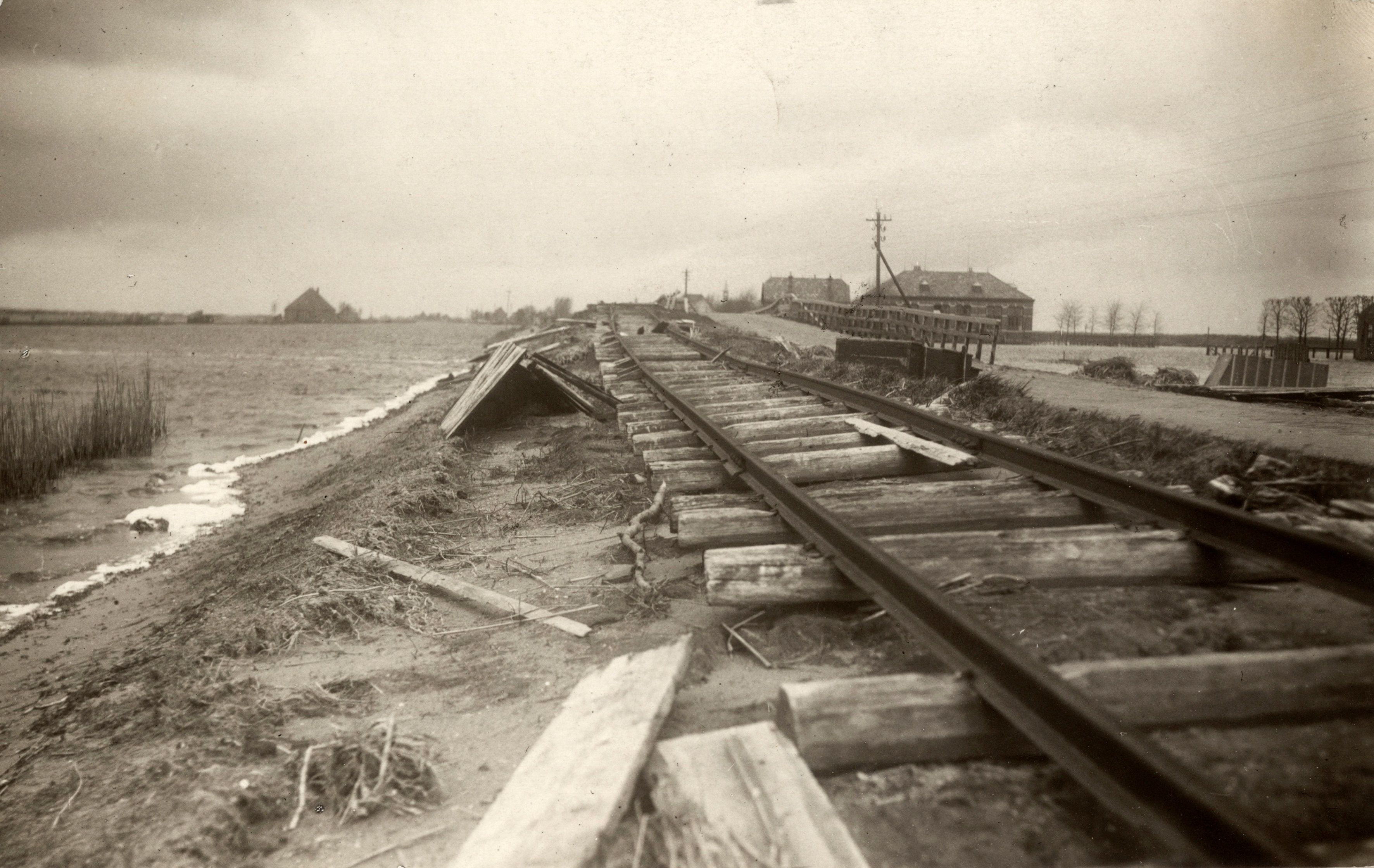
De tramrails tussen Het Schouw en Watergang na de Stormvloed van 1916